# Беккари, Якопо Бартоломео
Бартоломео Якопо Беккари (25 июля 1682 — 18 января 1766 года) — итальянский химик, один из крупнейших учёных Болоньи в первой половине XVIII века. Наиболее известен как первооткрыватель глютена (клейковины), выделенного им из пшеничной муки.

## Биография
Родился в Болонье (в его время Папская область). В 1737 преподавал химию (впервые в университетах Италии). Провёл важные исследования явления фосфоресценции, о котором опубликовал две работы. Фораминиферы, о которых учёный писал, принесли ему славу пионера микробиологии. Работая в Болонской академии наук, искал пути борьбы с голодом, предлагая особый чрезвычайный рацион. Скончался в Болонье.

## Труды
- De rebus aliisque adamant in phosphorum numerum referendis (1745)
- De vi, quam ipsa per se lux habet, non colores modo, sed etiam texturam rerum, salvis interdum coloribus, immutandi (1757)